# Brian Lopes
Brian Lopes (Mission Viejo, 6 settembre 1971) è un mountain biker statunitense, specializzato nelle discipline tecniche come il four-cross e il dual slalom. È stato una volta campione del mondo nel dual e tre volte nel four cross.

## Carriera
Lopes iniziò a correre in BMX sin da bambino e diventò professionista a soli diciassette anni.
Iniziò a correre in mountain bike nel 1993 ed ha vinto finora nove titoli nel NORBA, il circuito nordamericano, cinque coppe del mondo UCI e tre campionati del mondo.
Nel 2005 ha pubblicato, con Lee McCormack, un libro intitolato "Mastering mountain biking skills", tradotto in quattro lingue.

## Palmarès
- 1998

5ª prova Coppa del mondo, Dual Slalom (Snoqualmie Pass)
6ª prova Coppa del mondo, Dual Slalom (Sierra Nevada)
8ª prova Coppa del mondo, Dual Slalom (Arai)
Classifica finale Coppa del mondo, Dual Slalom
- 1999

1ª prova Coppa del mondo, Dual Slalom (Les Gets)
3ª prova Coppa del mondo, Dual Slalom (Nevegal)
4ª prova Coppa del mondo, Dual Slalom (Big Bear)
5ª prova Coppa del mondo, Dual Slalom (Squaw Valley)
- 2000

1ª prova Coppa del mondo, Dual Slalom (Les Gets)
2ª prova Coppa del mondo, Dual Slalom (Cortina d'Ampezzo)
3ª prova Coppa del mondo, Dual Slalom (Maribor)
5ª prova Coppa del mondo, Dual Slalom (Vail)
6ª prova Coppa del mondo, Dual Slalom (Arai)
7ª prova Coppa del mondo, Dual Slalom (Kaprun)
8ª prova Coppa del mondo, Dual Slalom (Leysin)
Classifica finale Coppa del mondo, Dual Slalom
- 2001

Campionati del mondo, Dual Slalom
1ª prova Coppa del mondo, Dual Slalom (Maribor)
3ª prova Coppa del mondo, Dual Slalom (Grouse Mountain)
4ª prova Coppa del mondo, Dual Slalom (Durango)
6ª prova Coppa del mondo, Dual Slalom (Kaprun)
7ª prova Coppa del mondo, Dual Slalom (Leysin)
Classifica finale Coppa del mondo, Dual Slalom
- 2002

Campionati del mondo, Four-cross
Classifica finale Coppa del mondo, Four-cross
- 2005

Campionati del mondo, Four-cross
3ª prova Coppa del mondo, Four-cross (Schladming)
6ª prova Coppa del mondo, Four-cross (Angel Fire Resort)
Classifica finale Coppa del mondo, Four-cross
- 2007

Campionati del mondo, Four-cross
2ª prova Coppa del mondo, Four-cross (Champéry)
3ª prova Coppa del mondo, Four-cross (Mont-Sainte-Anne)
4ª prova Coppa del mondo, Four-cross (Schladming)
Classifica finale Coppa del mondo, Four-cross

## Piazzamenti

### Competizioni mondiali
- Coppa del mondo

1998 - Downhill: 10º
1998 - Dual slalom: vincitore
1999 - Dual slalom: 2º
2000 - Dual slalom: vincitore
2001 - Dual slalom: vincitore
2002 - Four-cross: vincitore
2004 - Four-cross: 10º
2005 - Four-cross: vincitore
2006 - Four-cross: 11º
2007 - Four-cross: vincitore
- Campionati del mondo

Mont-Sainte-Anne 1998 - Downhill: 7º
Sierra Nevada 2000 - Dual slalom: vincitore
Vail 2001 - Dual slalom: 2º
Kaprun 2002 - Four-cross: vincitore
Les Gets 2004 - Four-cross: 25º
Livigno 2005 - Four-cross: vincitore
Rotorua 2006 - Four-cross: 8º
Fort William 2007 - Four-cross: vincitore
Val di Sole 2008 - Four-cross: 5º